# Jean Overton Fuller
Jean Overton Fuller (* 7. März 1915 in England; † 8. April 2009 in Kettering (Northamptonshire)) war eine britische Autorin, bekannt durch Bücher über die französische Résistance und verschiedene Biographien.

## Leben und Wirken
Fuller war die Tochter eines Armeeoffiziers in der Indischen Armee und wurde in England geboren. Ihr Vater fiel im Ersten Weltkrieg vor ihrer Geburt und sie wuchs bei ihrer Mutter, einer Künstlerin, und ihrem Großvater, einem pensionierten Militärarzt, auf. Nach einer kurzen Zeit, in der sie sich als Schauspielerin versuchte, studierte sie Sprachwissenschaften, englische Literatur und Astronomie an der Universität London.
Während des Zweiten Weltkriegs arbeitete sie als Zensorin bei der britischen Post. Bekannt wurde sie früh durch ihr Buch („Madeleine“) über Noor Inayat Khan (Noor-un-Nisa, 1914–1944). Das Buch wurde ein Bestseller. Fuller war mit der Familie von Khan bekannt und mit Noor Inayat Khan selbst (die eine Tochter des Sufi-Meisters Hazrat Inayat Khan war) vor dem Krieg befreundet (sie waren Nachbarn) und unternahm, nachdem sie 1949 von ihrem Tod erfuhr, für das Buch Recherchen in vielen Ländern Europas, auch beim ehemaligen Gegner von Khan in Deutschland. Aus den Recherchen entstand ein weiteres Buch über die Spionagenetze der Resistance in Frankreich und speziell den Doppelagenten Henri Déricourt „Double Webs“ und über den britischen Agenten John Renshaw Starr. 1975 folgte ein Buch über die deutsche Unterwanderung der britischen nachrichtendienstlichen SOE-Spezialeinheiten in Frankreich während des Zweiten Weltkriegs.
Fuller schrieb auch weitere Biographien, für die sie jeweils intensive Recherchen unternahm. Unter anderem schrieb sie Biographien von Algernon Swinburne, Percy Bysshe Shelley, Francis Bacon (in dem sie die Vermutung äußert, er wäre der Sohn von Robert Dudley, 1. Earl of Leicester und Königin Elisabeth und außerdem der alten Ansicht in der William-Shakespeare-Urheberschaftsdebatte anhängt, Bacon wäre der Autor von Shakespeares Werken) und ein Buch, das die These vertritt, Jack the Ripper wäre der deutsche Maler Walter Sickert gewesen. Sie schrieb auch Biographien über Persönlichkeiten mit okkultem Hintergrund, so von Madame Blavatsky (und ihre Lehrer, die sie in Nepal traf), Victor Neuburg (Dichter und Freund von Aleister Crowley), den spirituellen Lehrer und Theosophen Jiddu Krishnamurti und den Graf von Saint Germain. Fuller war selbst Theosophin, ab 1940 Mitglied der Theosophischen Gesellschaft und frühere Vizepräsidentin der Astrological Lodge of London sowie regelmäßige Autorin der Zeitschrift „Theosophical History“. 2007 schrieb sie ihre Autobiographie „Driven to It“. Sie malte und veröffentlichte auch ein Buch mit von ihr gemalten Bildern von Katzen („Cats and other Immortals“) und publizierte auch Gedichtbände (einen über einen deutschen SS-Offizier, den sie im Rahmen ihrer Recherchen traf, „Conversations with a Captor“).

## Schriften
- Madeleine, Victor Gollancz 1952, Paperback-Ausgabe bei Pan als „Born for Sacrifice“, erweiterte Ausgabe als „Noor-un-nisa Inayat Khan – Madeleine“ bei East West Publications, Rotterdam 1988 (Biographie von Noor Inayat Khan)
- The Starr Affair, Victor Gollancz 1954 (über John Renshaw Starr)
- Double Web, Putnam, 1958
- Double Agent?, Pan Books Ltd, 1961.
- The Magical Dilemma of Victor Neuburg, W.H. Allen, 1965, Neuauflage bei Mandrake of Oxford.
- Shelley, A Biography, Jonathan Cape, 1968.
- Swinburne, A Critical Biography, Chatto & Windus, 1968.
- Sir Francis Bacon: A Biography, East-West Publications, 1981, George Mann, 1994.
- The Comte de Saint-Germain – Last Scion of the House of Rakoczy, East-West Publications, 1988.
- Blavatsky and Her Teachers, Theosophical Publishing House, 1988.
- Déricourt, The Chequered Spy, Michael Russell, 1989 (sie übersetzte auch Dericourts „Espionage as a Fine Art“ aus dem Französischen, mit Kommentar, erschienen bei Michael Russell, 2002).
- Cats and Other Immortals, Fuller d'Arch Smith, 1992.
- The German Penetration of SOE, George Mann, 1996.
- Sickert and the Ripper crimes: An investigation into the relationship between the Whitechapel murders of 1888 and the English tonal painter Walter Richard Sickert, Mandrake 1990, 2. bearbeitete Auflage 2003.
- Krishnamurti and the Wind, Theosophical Publishing House, 2003.
- Driven to it. An Autobiography, Michael Russell 2007 (Autobiographie)

## Verweise
1. ↑  eine britische Spionin (SOE-Agentin) indischen Ursprungs, 1943 ins besetzte Frankreich geschickt, die im KZ Dachau hingerichtet wurde und posthum das Georgskreuz und das Croix de Guerre erhielt
2. ↑  Er baute als Agent der SOE ein Agenten-Netzwerk, das Acrobat-Netzwerk, in der Gegend von St. Etienne und Dijon 1943 auf und wurde bald darauf von den deutschen Besatzern gefasst (er saß unter anderem mit Noor Inayat Khan in Paris, mit der er einen misslungenen Fluchtversuch unternahm) und später nach Sachsenhausen und Mauthausen geschickt. Nach dem Krieg wurde er verdächtigt Doppelagent gewesen zu sein, aber in einer offiziellen britischen Untersuchung fanden sich keine belastbaren Beweise. Er starb 1996 in der Schweiz
3. ↑  das Buch ist auch eine Biographie von Crowley, den Fuller ebenfalls noch aus den 1930er Jahren persönlich kannte

| Personendaten    | Personendaten        |
| ---------------- | -------------------- |
| NAME             | Fuller, Jean Overton |
| KURZBESCHREIBUNG | britische Autorin    |
| GEBURTSDATUM     | 7. März 1915         |
| GEBURTSORT       | England              |
| STERBEDATUM      | 8. April 2009        |
| STERBEORT        | Kettering            |